# 鉛管様強剛
鉛管様強剛（えんかんようきょうごう、英：lead pipe rigidity）は、筋強剛の一種であり、パーキンソン病の主症状の一つである。他動的に動かすと、あたかも鉛管を捻転させるようにギシギシと一定的持続的抵抗を感じる事より名づけられた。一般的に足関節から症状が現れる事が多く、次いで膝関節、股関節などの四肢の近位部または頚部に出現する。別名、鉛管現象。